# Domenico Marotta

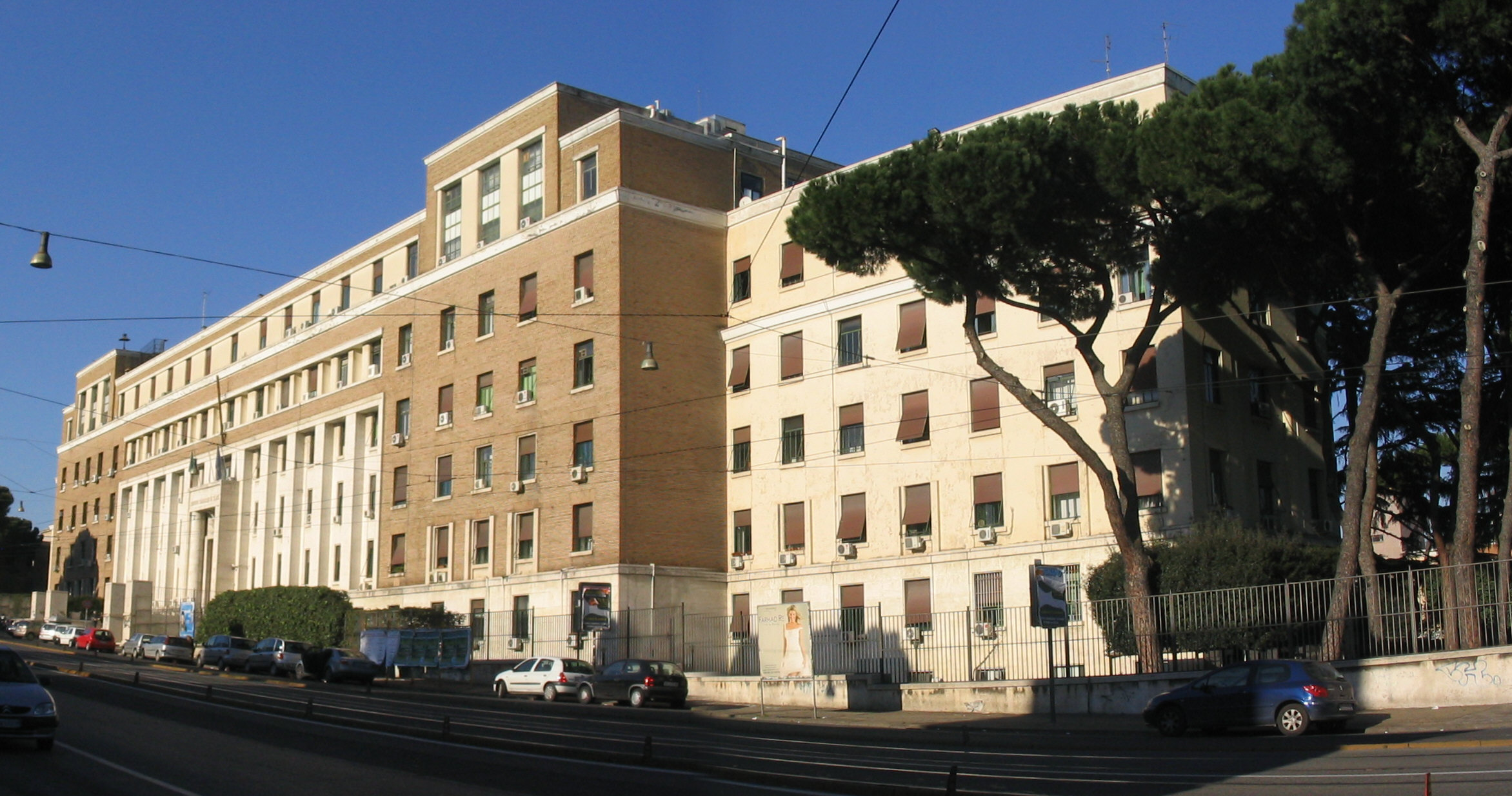
Das ISS in Rom, dessen Direktor Marotta war

Domenico Marotta (* 29. Juli 1886 in Palermo; † 30. März 1974 in Rom) war ein italienischer Chemiker. Er war von 1935 bis 1961 Direktor des Istituto superiore di sanità (ISS) in Rom, des nationalen italienischen Gesundheitsinstituts.

## Leben
Marotta studierte Chemie an der Universität Palermo mit dem Laurea-Abschluss bei Giorgio Errera 1910. Für seine Beteiligung an der Bekämpfung einer Cholera-Epidemie erhielt er im gleichen Jahr eine Auszeichnung. 1911 zog er nach Rom und wurde Chemiker im öffentlichen Gesundheitsamt. Nachdem er einen Wettbewerb um die Professur für Analytische Chemie an der Universität Florenz gewonnen hatte, wurde er 1935 Direktor des neu gegründeten ISS in Rom, das er aufbaute und dessen Direktor er bis zur Pensionierung 1961 blieb. Er gründete 1938 deren Zeitschrift (Revista dell ISS, ab 1964 Annali dell ISS).
Das ISS hatte 1946 das einzige (italienische) Elektronenmikroskop, dass das 1943 von den Deutschen beschlagnahmte Mikroskop der Firma Siemens ersetzte, und ein Hauptziel war ab der Gründung die endgültige Malariaausrottung in Italien, woran am Institut der Mediziner Alberto Missiroli (1883–1951), der mit Mitteln der Rockefeller-Stiftung daran seit den 1920er Jahren arbeitete, wesentlich beteiligt war. Marotta holte bedeutende Wissenschaftler wie Ernst Boris Chain (der eine Penicillin-Produktion Anfang der 1950er Jahre aufbaute) und Daniel Bovet an das Institut.
Nach seiner Pensionierung erhob ein Mitarbeiter Beschuldigungen wegen angeblicher Unregelmäßigkeiten in seiner Amtszeit. Damals wurden die staatlichen Wissenschaftsorganisationen und Institute (besonders das ISS und das Kernforschungsinstitut) neu geordnet im Rahmen der neuen Mitte-links-Koalition, und es kam zu politischen Reibereien, im Fall des ISS besonders um die Frage der Nachfolge von Marotta. Marotta wurde kurz (vom 8. bis 15. April) 1964 verhaftet und angeklagt. Er weigerte sich die Anklage ernst zu nehmen, führte seine großen Verdienste um die Republik und sein Alter an und weigerte sich am Prozess teilzunehmen. Es wurde in Abwesenheit verhandelt und Marotta zunächst zu über sechs Jahren Haft verurteilt. Marotta erhielt international und national große Unterstützung unter Wissenschaftlern. Die Akademie weigerte sich ihn als Präsidenten abzusetzen und Ernst Chain bezeichnete das Verfahren in der Zeitschrift Science als Intrige, was ihm eine Anklage wegen Missachtung des Gerichts einbrachte. 1969 wurde seine Strafe in einem Berufungsverfahren auf zwei Jahre und neun Monate reduziert und 1971 erklärte das oberste Kassationsgericht die Strafe im Rahmen der Amnestie von 1966 für verfallen.
Domenico Marotta erhielt 1958 das Großkreuz des Verdienstordens der Italienischen Republik. Von 1962 bis 1974 war er Präsident der Accademia Nazionale delle Scienze. 1964 wurde er Ehrendoktor der Biologie der Universität Rom.